# Chemische Ökologie
Die chemische Ökologie ist ein Teilgebiet der Ökologie, mit dem die Rolle chemischer Signale in den Wechselbeziehungen von Organismen, etwa durch Insektenpheromone, Bioinsektizide oder Phytonzide, erforscht wird. Hieraus ergeben sich unter anderem Erkenntnisse zur Entwicklung neuer Methoden der biologischen Schädlingsbekämpfung.

## Erläuterungen
Chemische Wechselbeziehungen sind eine Grundlage der Biokommunikation zwischen Zellen innerhalb eines Organismus. Ebenso spielt chemische Kommunikation eine Rolle bei der Informationsweitergabe zwischen verschiedenen Individuen einer Art (intraspezifisch) und zwischen verschiedenen Arten (interspezifisch) innerhalb einer Biozönose. Die chemische Ökologie untersucht Funktion und Wirkung solcher Signale bei der Gestaltung artspezifischer Geschlechterbeziehungen, bei interspezifischen Wechselbeziehungen verschiedener Arten sowie im Räuber-Beute-Verhältnis. Ziel ist es, Erkenntnisse über Vorkommen und Funktion von chemischen Signalen sowie ihre Bedeutung innerhalb eines Ökosystems zu gewinnen.
Viele Organismen, insbesondere Insekten, aber auch Pflanzen kommunizieren mit Hilfe chemischer Substanzen. Aufbauend auf Erkenntnissen der Biokommunikation der infrage kommenden Arten werden technische Verfahren zur Schädlingsbekämpfung entwickelt. Eine Forschungseinrichtung mit diesem Forschungsschwerpunkt ist das Max-Planck-Institut für chemische Ökologie in Jena.
Beispiel: Wird eine Pflanze durch einen Fressschädling angegriffen, gibt die Pflanze Duftstoffe ab, die natürliche Feinde des Schädlings anlocken. Die Feinde vernichten die Schädlinge, andererseits sondern viele Pflanzen Gifte ab, die von den Schädlingen nicht vertragen werden. Über die gleichen Duftstoffe werden benachbarte Pflanzenranken oder Pflanzen vor den Schädlingen gewarnt. Diese aktivieren ihrerseits ihre Abwehrstoffe. Die Kommunikationsstrukturen sind außerordentlich komplex und die Forschung ist erst am Beginn des Verständnisses.
Kulturpflanzen haben diese Fähigkeiten oft weitgehend verloren, wenn sie nicht auf diese Merkmale hin gezüchtet wurden. Durch Gentechnik plant man sich die Erkenntnisse zunutze zu machen und gezielt Duftstoffstrategien für die Schädlingsbekämpfung zu entwickeln.

## Begriffe
- Die beim Signalaustausch zwischen Organismen benutzten Substanzen nennt man Semiochemikalien oder Ektohormone, dazu zählen:
- Pheromone dienen der Kommunikation innerhalb einer Art. Sie können anziehend oder abstoßend wirken.
- Allomone (gr. állos = fremd) bringen in der zwischenartlichen Kommunikation dem Sender Vorteile.
- Kairomone (gr. kairós = nützlich) bieten hingegen dem Empfänger Vorteile.
- Synomone bieten beiden, d. h. sowohl Sender als auch Empfänger Vorteile.